# 一輪の花 (HIGH and MIGHTY COLORの曲)
「一輪の花」（いちりんのはな）は、HIGH and MIGHTY COLORの楽曲で、6枚目のシングル。 2006年1月11日にエスエムイーレコーズから発売された。

## 解説
「PRIDE」より約1年ぶりに、オリコンチャートのトップ10にランクインしたシングル。
このシングルのジャケットには、タイアップ先のBLEACHと同じロゴで「HANDMC ハイカラ」と書かれている。また、HANDMCはHIGH AND MIGHTY COLORの略である。「HANDMC」の略称は、「handmc.jp」として、公式サイトのURLにも用いられている。
ハイカラのシングルとしては2005年に「PRIDE Remix」といったリミックスシングルを発表していたが、初めて原曲の入ったシングルにリミックスされた曲が収録されている。
メジャー3rdシングル「RUN☆RUN☆RUN」以来の表題曲のインストゥルメンタルバージョン（less vocal trackとして）が収録されている。
メジャー2ndシングル「OVER」以来の『ミュージックステーション』に出演を果たし、同番組に出演したのはこれが最後となった。また、『HEY!HEY!HEY! MUSIC CHAMP』の『RANK-IN』コーナーにて初出演も果たしている。

## 収録曲
| 全作詞・作曲・編曲: HIGH and MIGHTY COLOR。 |                                  |                       |                       |      |
| #                                           | タイトル                         | 作詞                  | 作曲・編曲            | 時間 |
| 1.                                          | 「一輪の花」                     | HIGH and MIGHTY COLOR | HIGH and MIGHTY COLOR | 3:40 |
| 2.                                          | 「Warped Reflection」            | HIGH and MIGHTY COLOR | HIGH and MIGHTY COLOR | 4:07 |
| 3.                                          | 「一輪の花 〜huge hollow mix〜」 | HIGH and MIGHTY COLOR | HIGH and MIGHTY COLOR | 4:39 |
| 4.                                          | 「一輪の花（less vocal track）」 | HIGH and MIGHTY COLOR | HIGH and MIGHTY COLOR | 3:41 |
| 合計時間:                                   | 合計時間:                        | 16:07                 |                       |      |

### 楽曲解説
1. 一輪の花
  - テレビ東京系アニメ『BLEACH』オープニングテーマ（2005年10月4日〜2006年3月28日放送分）
  - PS2専用ゲームソフト『BLEACH 〜放たれし野望〜』主題歌。
  - ニンテンドーDS専用ゲームソフト『BLEACH DS 蒼天に駆ける運命』主題歌。

元のメロディは、SASSYからである。
シングルとして発売されたのは2006年1月だが、前年の10月にはオープニングで放映されていた。
歌詞は、ユウスケが友達に送る言葉だとブログで公言している。
翌年の2007年に発売されたハイカラ初のベストアルバム「10 COLOR SINGLES」には、表題曲と1発録りによる再アレンジバージョンが収録されている。
2. Warped Reflection
1stシングル「PRIDE」と同時期に制作、レコーディングされていたが、再度アレンジしなおし、歌詞も全て書きなおされ、新たにレコーディングされている。
ボーカル（マシンガンボックス）のユウスケの早口の英語詞ではじまる楽曲。
3. 一輪の花 〜huge hollow mix〜

## 収録アルバム
- 傲音プログレッシヴ（#1）
- 10 COLOR SINGLES（#1）
- BEEEEEEST（#1）